# Route méditerranéenne occidentale

Route méditerranéenne occidentale.

La route méditerranéenne occidentale est une route migratoire traversant la mer Méditerranée au niveau de la côte nord de l'Algérie et du Maroc, et rejoignant l'Espagne par la mer (via le détroit de Gibraltar) ou par la terre (via les enclaves de Ceuta et Melilla).

## Parcours
La route occidentale suit deux trajets principaux :
- soit elle longe la côte de l'Afrique de l'ouest jusqu'au Maroc, où les migrants tentent la traversée par la terre vers Ceuta et Melilla ou par la mer, via le détroit de Gibraltar ;
- soit elle part des États riverains du golfe de Guinée et traverse le Mali puis l'Algérie pour ensuite atteindre Ceuta ou Melilla ou permettre la traversée par la mer.

Au niveau des côtes des Canaries, la route se divise pour atteindre les îles Canaries. Ce parcours porte le nom de route d'Afrique de l'Ouest.

## Coûts
Afin de payer la traverser en bateau, le périodique El Público estimait en 2012 qu'un migrant devait payer environ 1 000 €.

## Risques
La traversée du détroit de Gibraltar en bateau est difficile du fait des forts courants.

## Statistiques
Les statistiques présentées ici ne concernent que les arrivées en Europe par la route méditerranéenne occidentale. Elles n'effectuent pas de distinction entre les demandeurs d'asile et les autres migrants et ne peuvent inclure le taux de reconnaissance des demandes d'asile (celui-ci n'étant pas lié à la route empruntées).

### Pays d'origine
Les principaux pays d'origine dont les ressortissants empruntent la route méditerranéenne centrale sont des pays africains, toutefois certains ressortissants bangladais ont pu emprunter cette route.
| Janv.-juin 2009 | Juil-déc. 2009 | Janv.-juin 2010 | Juil.-déc. 2010 | Janv.-juin 2011 | Juil.-déc. 2011 | Janv.-juin 2012        | Juil.-déc. 2012 | Janv.-juin 2013 | Juil.-déc. 2013 | Janv.-juin 2014 | Juil.-déc. 2014 | Janv.-juin 2015 | Juil.-déc. 2015 |
| --------------- | -------------- | --------------- | --------------- | --------------- | --------------- | ---------------------- | --------------- | --------------- | --------------- | --------------- | --------------- | --------------- | --------------- |
| Algérie         | Algérie        | Algérie         | Algérie         | Non spécifié    | Non spécifié    | Non spécifié           | Algérie         | Non spécifié    | Non spécifié    | Mali            | Cameroun        | Guinée          | Guinée          |
| Maroc           | Non spécifié   | Non spécifié    | Non spécifié    | Algérie         | Algérie         | Algérie                | Non spécifié    | Algérie         | Algérie         | Cameroun        | Algérie         | Côte d'Ivoire   | Algérie         |
| Non spécifié    | Maroc          | Guinée          | Cameroun        | Maroc           | Maroc           | Maroc                  | Maroc           | Mali            | Mali            | Guinée          | Guinée          | Cameroun        | Maroc           |
| Burkina Faso    | Guinée         | Cameroun        | Guinée          | Côte d'Ivoire   | Guinée          | Guinée                 | Tchad           | Tchad           | Maroc           | Burkina Faso    | Maroc           | Algérie         | Cameroun        |
| Cameroun        | Cameroun       | Bangladesh      | Nigeria         | Guinée          | Nigeria         | Côte d'Ivoire / Gambie | Mali            | Maroc           | Cameroun        | Centrafrique    | Tchad           | Maroc           | Burkina Faso    |
|                 |                |                 |                 |                 |                 |                        |                 |                 |                 |                 |                 |                 |                 |
| Janv.-juin 2016 | Juil-déc. 2016 | Janv.-juin 2017 | Juil.-déc. 2017 | Janv.-juin 2018 | Juil.-déc. 2018 | Janv.-fév. 2019        | –               | –               | –               | –               | –               | –               | –               |
| Guinée          | Algérie        | Côte d'Ivoire   | Maroc           |                 |                 | Non spécifié           |                 |                 |                 |                 |                 |                 |                 |
| Côte d'Ivoire   | Côte d'Ivoire  | Guinée          | Algérie         |                 |                 | Maroc                  |                 |                 |                 |                 |                 |                 |                 |
| Cameroun        | Guinée         | Gambie          | Côte d'Ivoire   |                 |                 | Guinée                 |                 |                 |                 |                 |                 |                 |                 |
| Algérie         | Gambie         | Maroc           | Guinée          |                 |                 | Mali                   |                 |                 |                 |                 |                 |                 |                 |
| Maroc           | Maroc          | Cameroun        | Non spécifié    |                 |                 | Côte-d'Ivoire          |                 |                 |                 |                 |                 |                 |                 |

### Évolution du nombre d'arrivées
| Voie      | Janv.-juin 2009 | Juil.-déc. 2009 | Janv.-juin 2010 | Juil.-déc. 2010 | Janv.-juin 2011 | Juil.-déc. 2011 | Janv.-juin 2012 | Juil.-déc. 2012 | Janv.-juin 2013 | Juil.-déc. 2013 | Janv.-juin 2014 | Juil.-déc. 2014 | Janv.-juin 2015 | Juil.-déc. 2015 |
| --------- | --------------- | --------------- | --------------- | --------------- | --------------- | --------------- | --------------- | --------------- | --------------- | --------------- | --------------- | --------------- | --------------- | --------------- |
| Terrestre | 1 163           | 476             | 475             | 1 092           | 988             | 2 357           | 1 051           | 1 788           | 1 298           | 2 640           | 1 976           | 518             | 653             | 611             |
| Maritime  | 2 023           | 2 980           | 991             | 2 445           | 1 471           | 3 632           | 1 465           | 2 093           | 934             | 1 675           | 1 120           | 3 629           | 2 061           | 3 679           |
| Total     | 3 186           | 3 459           | 1 466           | 3 537           | 2 459           | 5 989           | 2 516           | 3 881           | 2 232           | 4 315           | 3 096           | 4 147           | 2 714           | 4 290           |
| Voie      | Janv.-juin 2016 | Juil.-déc. 2016 | Janv.-juin 2017 | Juil.-déc. 2017 | Janv.-juin 2018 | Juil.-déc. 2018 | Janv.-fév. 2019 | —               | —               | —               | —               | —               | —               | —               |
| Terrestre | 217             | 1 132           | 1 165           | 346             | —               | —               | —               |                 |                 |                 |                 |                 |                 |                 |
| Maritime  | 3 185           | 5 456           | 6 387           | 15 245          | —               | —               | —               |                 |                 |                 |                 |                 |                 |                 |
| Total     | 3 402           | 6 588           | 7 552           | 15 591          | 57 034          | 57 034          | 4 906           |                 |                 |                 |                 |                 |                 |                 |